# Acanthotrophon aquensis
Acanthotrophon aquensis is een uitgestorven slakkensoort uit de familie van de Muricidae. De wetenschappelijke naam van de soort werd voor het eerst geldig gepubliceerd in 1999 door Lozouet.